# 阿舍峰
75°44′S 129°11′W / 75.733°S 129.183°W
阿舍峰（英語：Asher Peak）是南極洲的山峰，位於瑪麗伯德地，屬於麥庫丁山脈的一部分，海拔高度2,480米，美國地質調查局根據測量和美國海軍拍攝的空中照片繪入地圖，現時由南極條約體系管理。